# Polybenzimidazole
| Allgemeines Strukturelement von Polybenzimidazolen                        |
| Bei der Herstellung bilden sich in der Hauptkette Benzimidazol-Einheiten. |

Polybenzimidazole (Kurzzeichen PBI) sind aromatische Polymere mit Benzimidazol-Einheiten in den Hauptketten. Polybenzimidazole haben eine sehr hohe Glastemperatur und sind nicht brennbar.

## Geschichte
Die Entwicklung von Polybenzimidazol erhielt ihren Anstoß durch die Suche der U.S. Air Force nach einem Material für Bremsfallschirme. Dieses musste seine Festigkeit beibehalten, auch wenn es extrem hohen Temperaturen ausgesetzt war. Um das Jahr 1955 herum trat das Material Laboratory of Wright Patterson Air Force Base an Carl S. Marvel heran, um ein solches Material zu entwickeln. Es wurde von ihm Ende der 1950er Jahre synthetisiert.
1961 entwickelten Carl Marvel und Herward Vogel PBI weiter und meldeten 1962 über die University of Illinois ein Patent zu Polybenzimidazol und dessen Herstellung an, das 1965 erteilt wurde. In diesem Patent wird auch auf die Herstellung von Fasern aus diesem Polymer hingewiesen.
1963 finanzierten NASA und Air Force die Entwicklung von PBI-Fasern weiter, da sie nicht entflammbar (entsprechend ISO 13943:2017: Fire Safety-Vocabulary) und so temperaturstabil sind, um sie in Raumfahrt-  und Militäranwendungen einsetzen zu können.
Dazu schloss die NASA mit der Celanese Corp., New York einen Vertrag über die Produktion von PBI-Fasern und von Produkten daraus ab. Die Produktionslinie wurde 1983 in einem Werk in Rock Hill, South Carolina eröffnet. Schon kurz nach der Markteinführung 1983 wurde PBI als Oberstoff von Feuerwehranzügen und für Schutzhauben verwendet. Celanese Corp. verkaufte im Jahr 2005 die Faser- und die Polymerherstellung an die PBI Performance Products Inc., die zur InterTech Group gehört und noch heute weltweit der einzige Hersteller von PBI-Fasern und Polymer ist.
Mitte der 2010er Jahre entdeckte man bei PBI Performance Products, dass mit Phosphorsäure behandelte PBI-Fasern qualitative und wirtschaftliche Vorteile gegenüber denen mit Schwefelsäure ausgerüsteten aufwiesen. Die Entwicklungsarbeiten wurden im Jahr 2016 in dem Patent WO 2017/007629 A1 unter dem Titel:Phosphonated PBI Fiber zusammengefasst. Die Faser erhielt die Markenbezeichnung PBI LP und wurde offiziell auf der Messe AFAC 2019 in Melbourne durch PBI Performance Products vorgestellt.

## Herstellung
PBI wird in einer Polykondensation beispielsweise aus 3,3′-Diaminobenzidin und Diphenylisophthalat hergestellt. Die Reaktion erfolgt in zwei Schritten: Im ersten Schritt reagieren die Monomere bei ca. 300 °C unter Abspaltung von Wasser und Phenol miteinander und bilden lange Ketten. Dabei bildet sich ein Schaum, der gekühlt und pulverisiert wird. Dieses Pulver wird anschließen für 2–3 Stunden auf ca. 400 °C erhitzt. Es bildet sich ein feinkörniges gold–braunes Pulver.
Zum Spinnen der PBI-Filamente muss das Pulver in Dimethylacetamid (DMAC) gelöst werden. Die Lösung wird gefiltert und anschließend in einem Trockenspinnverfahren ausgesponnen, wobei das DMAC verdampft. Die Filamente werden zu Elementarfadenkabeln zusammengefasst, gewaschen und verstreckt. Um die Feuerbeständigkeit der Fasern zu erhöhen, wird sie mit schwefeliger Säure bzw. zur weiteren Erhöhung mit Phosphorsäure behandelt. Die Filamente können dann gekräuselt und zu Stapelfasern oder Kurzfasern verarbeitet werden.

## Eigenschaften

Restfestigkeit von verschiedenen Fasern

Polybenzimidazol ist ein Polymer, welches vollständig aus aromatischen Monomereinheiten besteht und einen sehr hohen Schmelzpunkt besitzt.
PBI ist fest, hart, druckbeständig und erholt sich schnell von den Folgen hohen Druckes. Polybenzimidazol weist unter chemisch stark belastenden Bedingungen gute Beständigkeit auf, wird jedoch von polar-aprotischen Lösungsmitteln sowie bei höheren Temperaturen von starken, wasserhaltigen Säuren und in geringerem Maße von Alkalien angegriffen. Obwohl Polybenzimidazol auch am Sättigungspunkt noch einen hohen Prozentsatz an Wasser absorbiert, ist es stabil gegenüber Hydrolyse. Der Wärmeausdehnungswert ähnelt dem von Aluminium.
Die PBI-Fasern weisen eine feinheitsbezogene Trockenreißfestigkeit von 24 cN/tex und eine Trockenbruchdehnung von 27 % sowie einen Anfangsmodul (E-Modul) von 400 cN/tex auf. Die Feuchtigkeitsaufnahme liegt bei 15 %, was zum guten Tragekomfort der aus diesen Fasern gefertigten Bekleidungsteile beiträgt. Hervorzuheben ist die hohe thermische Stabilität und die Flammwidrigkeit der PBI-Fasern (LOI >41). Die Faser brennt nicht an Luft, schmilzt nicht und behält Festigkeit und Flexibilität ohne Versprödung selbst bei extremer Hitze bei und entwickelt wenig Rauch bzw. toxische Gase. Nach Einwirkzeit von 60 min bei 300 °C besitzen PBI-Fasern 100 % ihrer ursprünglichen Festigkeit. Die PBI-Spinnfasern werden in einer Feinheit von 1,7 dtex und mit Standard-Schnittlängen von 3, 6, 38, 50, 76 und 100 mm hergestellt.
Die neue Faser PBI LP weist eine Zersetzungstemperatur von ca. 850 °C auf und die daraus gefertigten Stoffe eine 30 % höhere die Flammwidrigkeit gegenüber denen aus mit traditionellen PBI Fasern gefertigten.

## Anwendungen
Neben dem Einsatz von PBI-Fasern in Brandschutzkleidung wird der Werkstoff auch als Hochtemperaturmembran für Polymerelektrolytbrennstoffzellen (PEFC) genutzt. Hierbei dient es als Matrix für Phosphorsäure, die die Protonenleitung gewährleistet.